# Storholmen, Lappträsk
Storholmen är en ö i Finland. Den ligger i sjön Lappträsk och i kommunen Lappträsk i den ekonomiska regionen  Lovisa  och landskapet Nyland, i den södra delen av landet, 80 km nordost om huvudstaden Helsingfors. Öns största längd är 100 meter i nord-sydlig riktning.

## Klimat
Trakten ingår i den hemiboreala klimatzonen. Årsmedeltemperaturen i trakten är 1 °C. Den varmaste månaden är juli, då medeltemperaturen är 18 °C, och den kallaste är februari, med −13 °C.